# Jean Bourgoin (ingénieur)
Pour les articles homonymes, voir Jean Bourgoin et Bourgoin.
Jean Lucien Joseph Bourgoin (1897-1977), né à Papeete, le 8 août 1897, est un militaire, ingénieur polytechnicien, commandeur de la Légion d'Honneur, commandeur de l'Ordre impérial du Dragon d'Annam, et consultant pour le compte de l’Unesco du déplacement des temples d’Abou Simbel en Égypte. Fils d'ingénieur, il est également le beau-frère d'André Diethelm ancien ministre de la guerre et bras droit de Charles de Gaulle et le grand-père du producteur Julien Cuny.

## Biographie
Fils d'Adrien Bourgoin, ingénieur polytechnicien, lieutenant-colonel, directeur de la fonderie de Ruelle, et Commandeur de la Légion d'Honneur,, Jean est né à Tahiti, en Polynésie française, alors que son père est en mission pour le ministère des colonies, puis en tant que chef du service de l'artillerie de la Marine à Tahiti.

## Première Guerre mondiale
En 1915, alors qu’il a tout juste dix-huit ans, il est désigné sur sa demande comme agent de liaison avec le Commandant des premières lignes d’Infanterie. Il a réussi malgré le bombardement des tranchées et boyaux à renseigner sans arrêt son chef de groupe sur les mouvements de l’infanterie. Il est décrit comme « un jeune gradé d’une rare énergie ».
En 1918, il devient jeune commandant de batterie et fait partie des combats qui se sont déroulés en Champagne du 15 juillet au 6 novembre 1918. Une partie de ses hommes y perdront la vie.

## Seconde Guerre mondiale
Haut fonctionnaire en Indochine en 1940, il est révoqué en 1941 pour son activité gaulliste et placé en résidence surveillée. Il réussit à échapper à la surveillance de ses agents de sécurité et à gagner Tiên Yên. De là, il est incarcéré par les Chinois comme espion à la solde des Japonais, mais il s’échappe, et fait un parcours à pieds de 100 kilomètres dans le Guangxi entre Liuzhou et Guilin. Il arrive à rejoindre une mission militaire britannique postée en Chine. En septembre 1942, il rejoint la France Libre depuis la Chine.
Il animera une chronique radio en anglais à « All India Radio ».
En 1943, il intègre, comme délégué et membre de la Commission des affaires économiques et sociales, l’Assemblée consultative provisoire à Alger sous le Comité français de la Libération nationale, coprésidé par le général Charles de Gaulle et le général Henri Giraud et qui deviendra par la suite le Gouvernement provisoire de la République française en 1944,.
Il est chef d'escadron à la 9e division d'infanterie coloniale, au sein du régiment d'artillerie divisionnaire. Commandant d'un groupe de 105 depuis les combats de Toulon lors de la Seconde Guerre mondiale.
En 1945, il devient l'un des commissaires fédéraux dans l'Indochine française (Gouvernement fédéral de la République relative à l'Indochine), soit un an avant la guerre d'Indochine qui aboutira à la fin de cette fédération en 1954.
Il terminera sa carrière militaire comme lieutenant-colonel.

## En tant qu'ingénieur civil

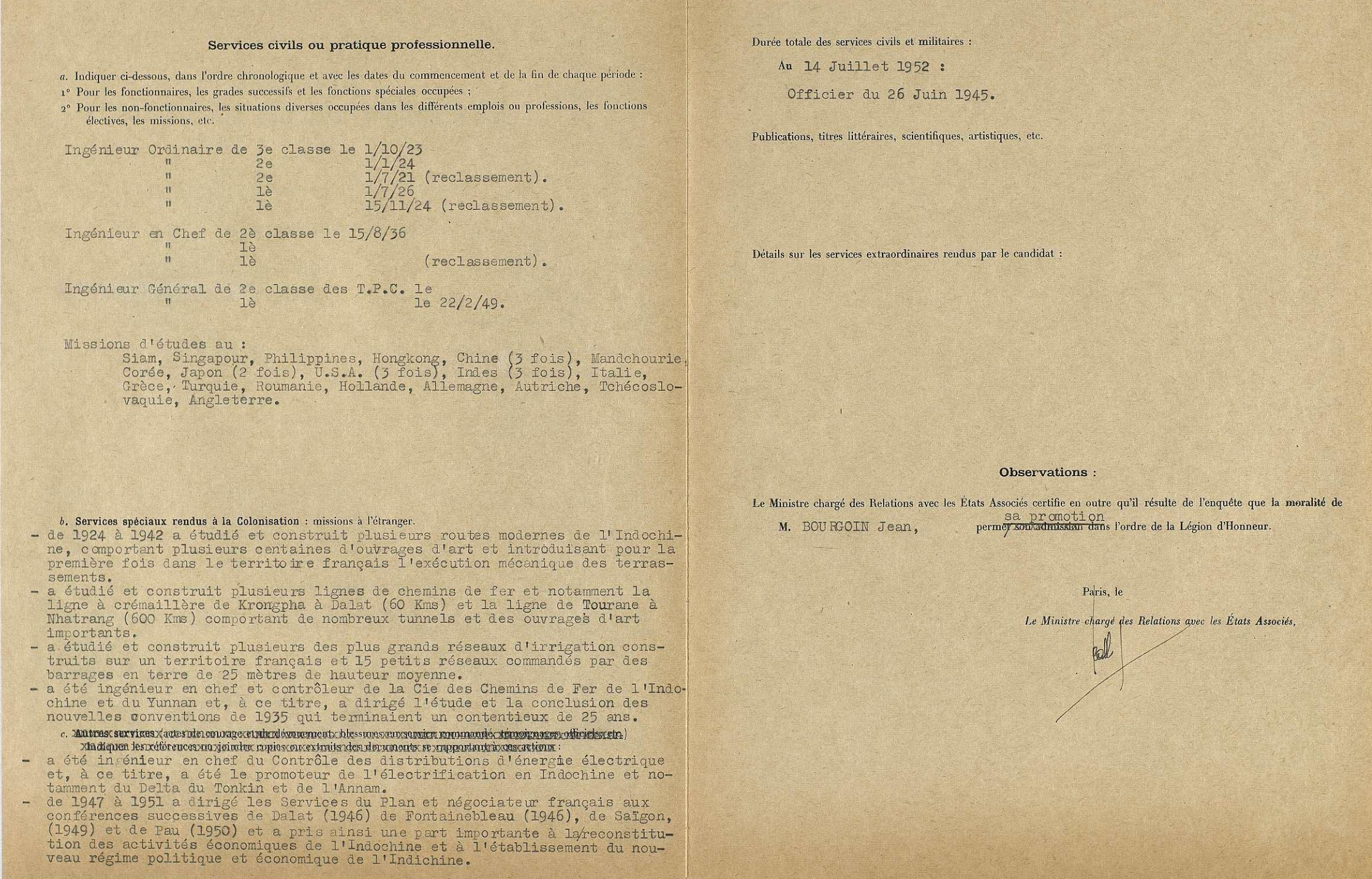
Services rendus par Jean Joseph Lucien Bourgoin en tant qu'ingénieur civil.

- (1960) Ingénieur et consultant pour le compte de l’Unesco du déplacement des temples d’Abou Simbel en Égypte[4].
- Ingénieur général des travaux publics de l'Indochine[5].
- Sous-direction d'artillerie à la citadelle, concernant les travaux de fortification sur la frontière de la Chine[5].
- Il a également effectué des missions pour le gouvernement français dans les pays suivants : Siam, Singapour, Philippines, Hongkong, Chine, Mandchourie, Corée, Japon, Indes, Italie, Grèce, Turquie, Roumanie, Hollande, Allemagne, Autriche, Tchécoslovaquie, Angleterre[20].

## Vie privée
Jean Bourgoin a mené une double vie pendant de nombreuses années, partageant son temps entre deux foyers : l'un avec son épouse officielle de l'époque, Anna Franziska Hertha Glöckner, et l'autre avec Béatrice Pourchasse, avec qui il a eu deux filles. Le frère et les sœurs ne feront connaissance qu'à l'âge d'une vingtaine d'années peu de temps avant le décès de leur père.
Marié trois fois et père de quatre enfants, nés de trois mères différentes, il meurt le 4 juin 1977 au sein de l'école Polytechnique,. L'un de ses enfants est l'écrivain français Stéphane Bourgoin, eu avec sa troisième épouse Franziska Gloeckner (résistante allemande qui a oeuvré à Saint-Malo) ; une de ses filles épousera le réalisateur Jean-Pierre Cuny. Une autre de ses filles, Anouchka, eue avec sa seconde épouse Alice Gilbert Smith, s'est tuée en tombant d'une balançoire vers l'âge de cinq ans.
Sa descendance est aujourd'hui française, eurasienne et canadienne.
Sa sœur jumelle Jacqueline est la seconde épouse d'André Diethelm,.

## Décorations
- Commandeur de la Légion d'honneur[31], distinction remise par le Président Vincent Auriol le 1er août 1952
- Croix de guerre 1914–1918
- Croix de guerre 1939–1945[32]
- Médaille de la Résistance française avec rosette
- Médaille des évadés
- Médaille des Engagés volontaires.

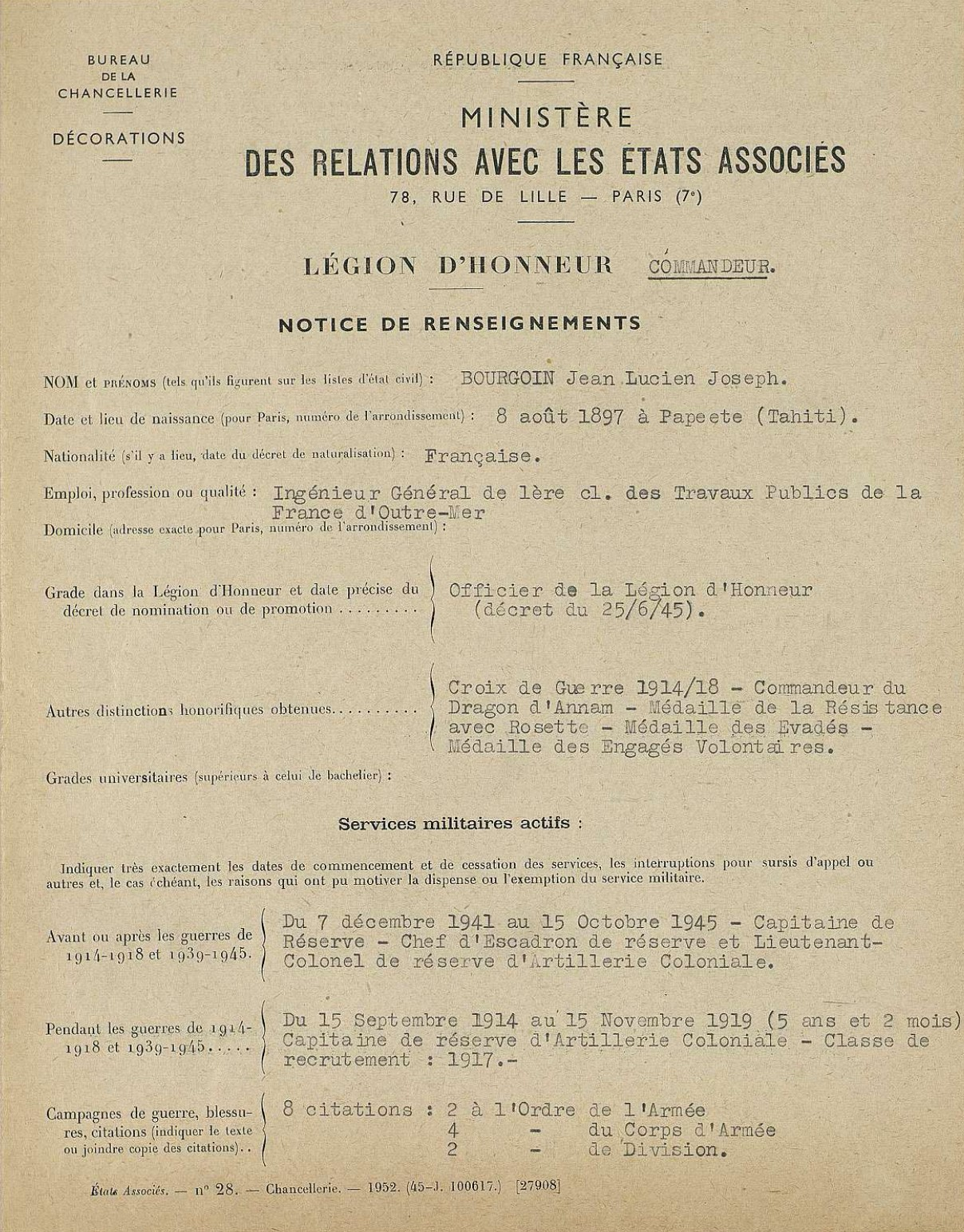
Décorations de Jean Lucien Joseph Bourgoin

- Commandeur de l'ordre du Dragon d'Annam[33].Décorations de Jean Lucien Joseph BourgoinTitulaire de huit citations : 2 à l'Ordre de l'Armée, 4 à l'Ordre du corps d'Armée, 2 à l'Ordre de Division.
- Remerciements de Charles de Gaulle, le 1er septembre 1945, à la fin de la guerre pour son implication dans les Forces françaises libres : “Répondant à l’appel de la France en péril de mort, vous avez rallié les Forces Françaises Libres. Vous avez été de l'équipe volontaire des bons Compagnons qui ont maintenu notre pays dans la guerre et dans l’honneur. Vous avez été de ceux qui, au premier rang, lui ont permis de remporter la Victoire ! Au moment où le but est atteint, je tiens à vous remercier amicalement, simplement, au nom de la France.”
- Citation du général d'armée de Lattre de Tassigny le 26 février 1945 pour l'unité qu’il a dirigée[34].
- Citation à l'Ordre de l'Armée, décision numéro 503, sur la proposition du Ministre de la Guerre, le Président du Gouvernement Provisoire de la République Française et le Chef des Armées[35].